# Reginaldo
Reginaldo Ferreira da Silva, plus communément appelé Reginaldo, est un footballeur brésilien né le 31 juillet 1983. Il est attaquant.

## Palmarès
- Champion de Serie C1 (Groupe A) en 2003 avec Trévise